# Maria di Württemberg
Maria di Württemberg (nome completo Antoinette Friederike Auguste Marie Anna Herzogin von Württemberg; Coburgo, 17 settembre 1799 – Gotha, 24 settembre 1860) era la primogenita e unica figlia femmina del duca Alessandro Federico di Württemberg e della duchessa Antonietta di Sassonia-Coburgo-Saalfeld.

## Biografia

### Infanzia

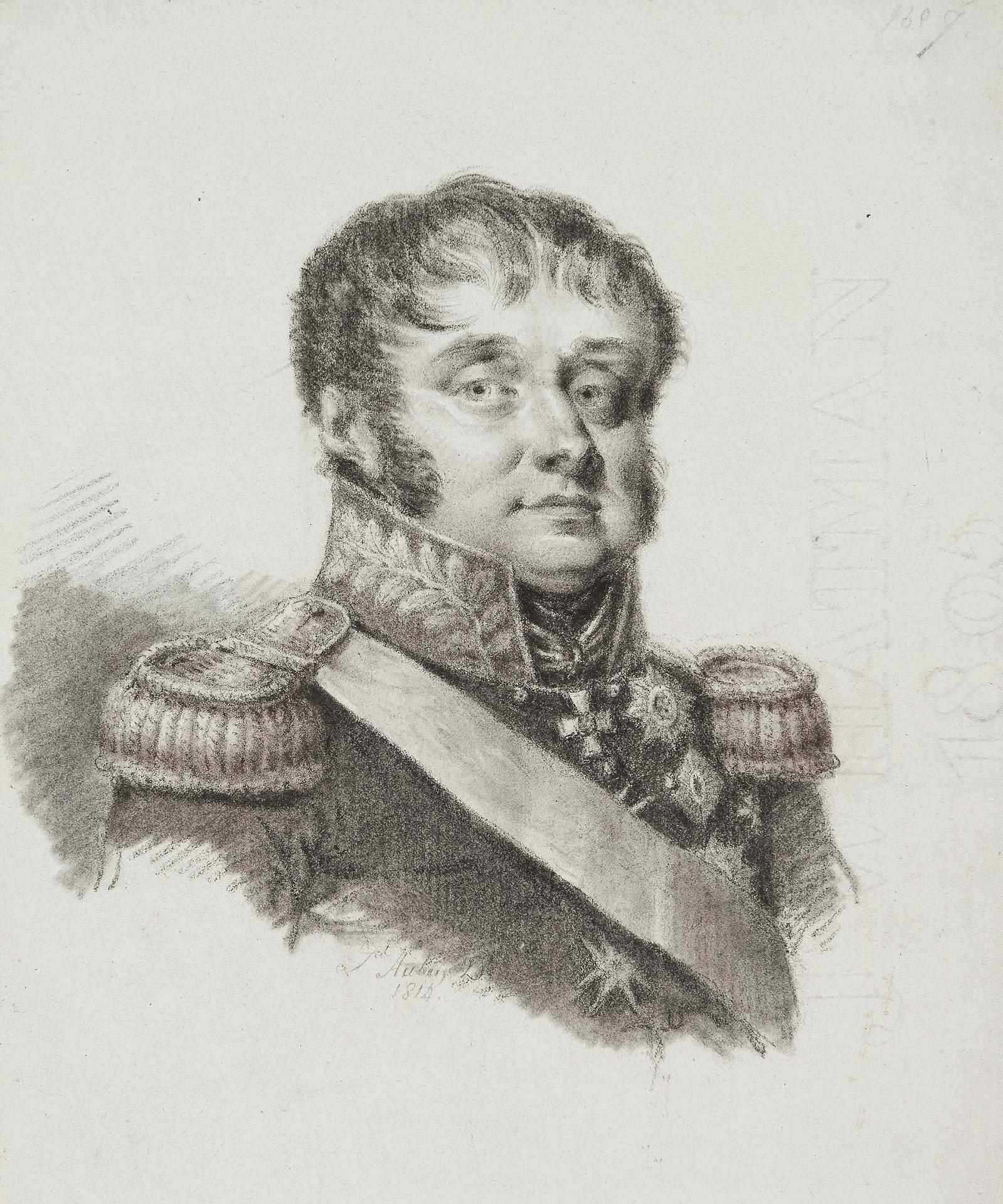
Alessandro Federico di Württemberg, di Louis de Saint-Aubin

Marie crebbe dapprima nel Castello Fantaisie di Bayreuth. In seguito, essendo stato suo padre nominato dal 1799 generale dell'esercito russo e governatore della Bielorussia e in seguito ministro dei trasporti russo, visse dal 1802 sino 1832 in un podere vicino a Jelgava e nel palazzo di famiglia a San Pietroburgo.

### Matrimonio

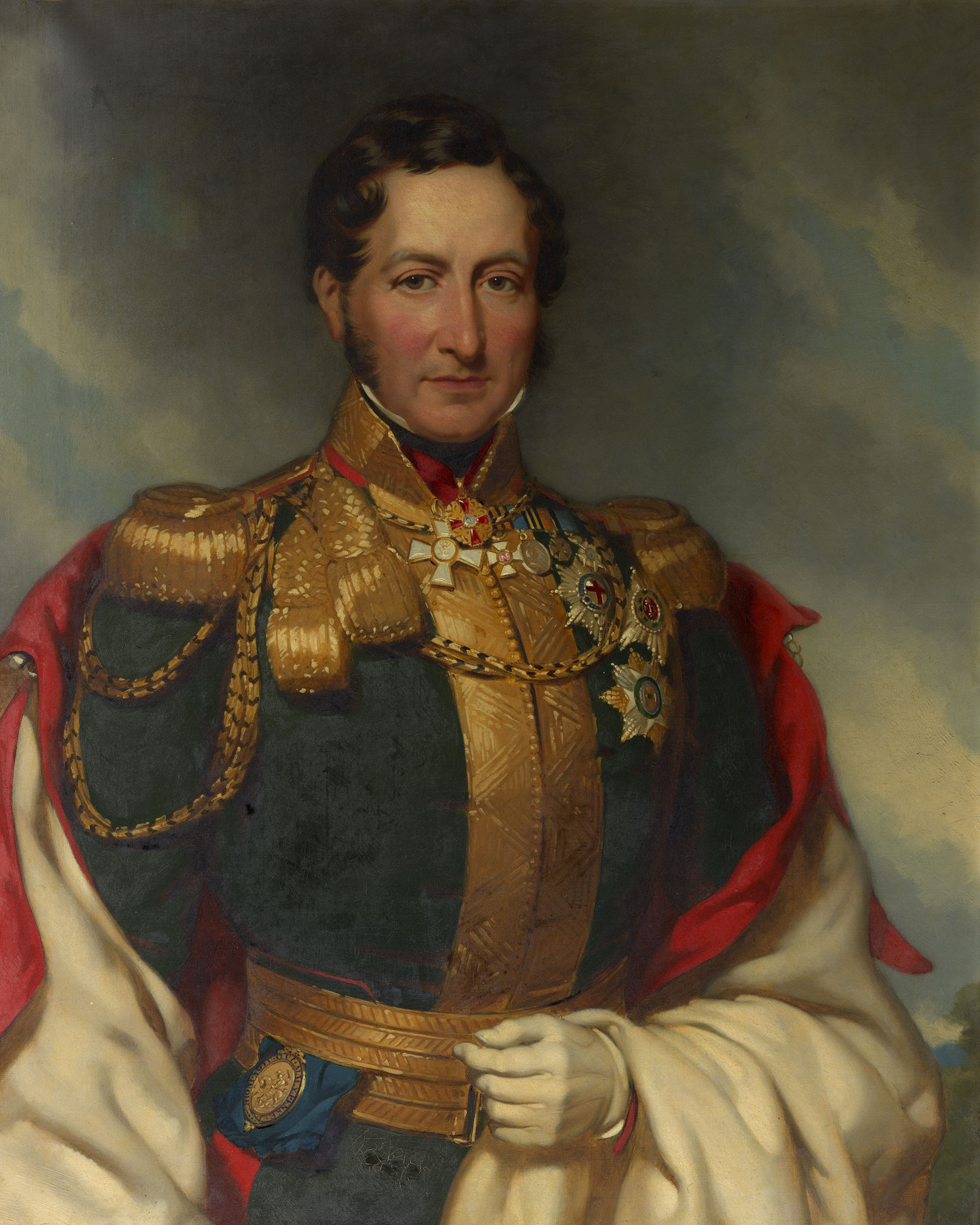
Ernesto I di Sassonia-Coburgo-Gotha

Il 23 dicembre 1832 Maria sposò suo zio, di quindici anni più vecchio, il duca Ernesto I di Sassonia-Coburgo-Gotha. La cerimonia ebbe luogo nella sala delle udienze dello Schloss Ehrenburg. Il matrimonio era stato organizzato nel 1831 dalla nonna della sposa, ormai prossima alla fine, la duchessa Augusta, e fu realizzato con perseveranza, dopo diversi anni di negoziati. Dopo il matrimonio, da cui non nacque alcun figlio, Maria divenne la matrigna dei suoi cugini, figli del primo matrimonio del marito con Luisa di Sassonia-Gotha-Altenburg, i principi Ernesto ed Alberto ed era inoltre cugina di pari grado della stessa Regina Vittoria in quanto sua madre era sorella oltre che del duca Ernesto anche della duchessa Vittoria di Kent nata Vittoria di Sassonia-Coburgo-Saalfeld.

### Attività nel sociale

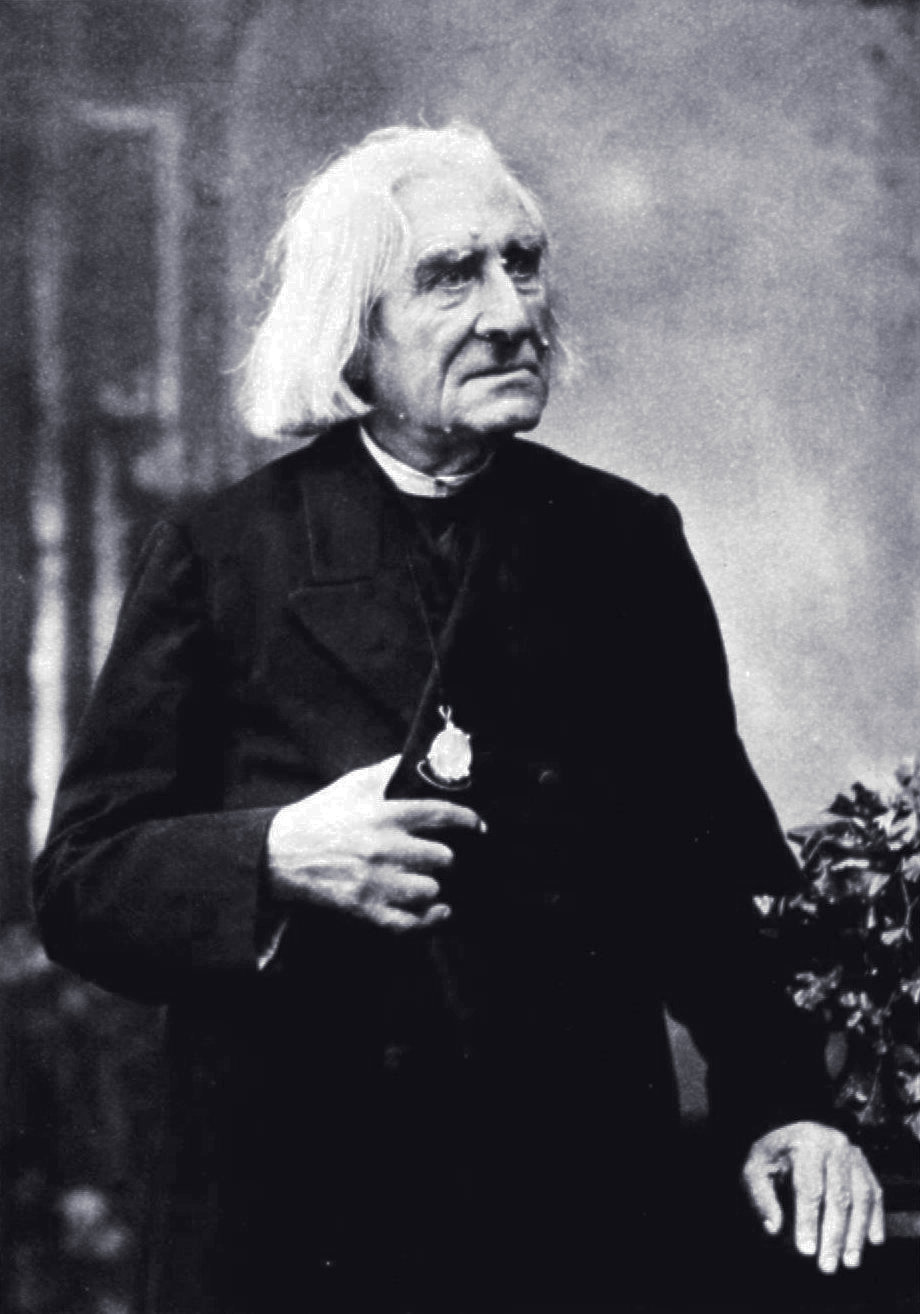
Franz Liszt in una fotografia

Era interessata soprattutto alla letteratura, alla musica, al teatro ed all'arte. Il nuovissimo teatro di corte di Coburgo venne inaugurato in occasione del suo quarantunesimo compleanno. Franz Liszt la visitò spesso a partire dal 1842.
Si prendeva personalmente cura dei propri servitori. Nel 1836 ella assunse il protettorato del Maria Gotha Institute, un istituto di istruzione privato per le ragazze. Il 3 maggio 1842 donò alla città di Coburgo 2000 talleri affinché fosse istituito un "asilo nido per i bambini piccoli". Da qui nacque la Fondazione Scolastica di Maria, che creò dal 1869 a piazza del Palazzo la Scuola di Maria, utilizzata dal 1940 come una scuola materna comunale.

### Vedovanza e morte

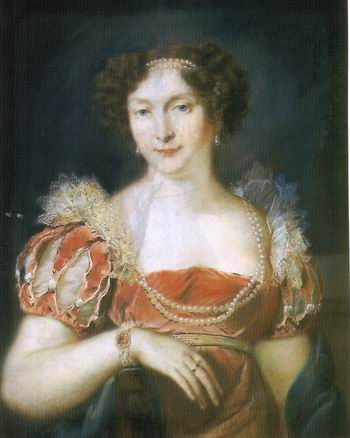
Un ritratto di Maria di Württemberg

Dopo la morte del marito nel 1844, rimase come vedova nel ducato di Gotha, ottenendo quali proprie dimore il castello Reinhardsbrunn, il castello Friedrichsthal ed il Palazzo Friedenstein, dove si spense alle 07:45 del 24 settembre 1860.
È sepolta nel mausoleo ducale del cimitero presso la Glockenberg Coburg.

## Ascendenza
|                                                 |                                               |                                               | Genitori                                    |  |  | Nonni |  |  | Bisnonni                          |  |  | Trisnonni                               |  |
|                                                 |                                               |                                               |                                             |  |  |       |  |  | Carlo I Alessandro di Württemberg |  |  | Federico Carlo di Württemberg-Winnental |  |
|                                                 |                                               |                                               |                                             |  |  |       |  |  | Carlo I Alessandro di Württemberg |  |  | Federico Carlo di Württemberg-Winnental |  |
|                                                 |                                               | Eleonora Giuliana di Brandeburgo-Ansbach      |                                             |  |  |       |  |  | Carlo I Alessandro di Württemberg |  |  |                                         |  |
| Federico II Eugenio di Württemberg              |                                               |                                               |                                             |  |  |       |  |  | Carlo I Alessandro di Württemberg |  |  |                                         |  |
|                                                 |                                               | Maria Augusta di Thurn und Taxis              | Anselmo Francesco di Thurn und Taxis        |  |  |       |  |  |                                   |  |  |                                         |  |
|                                                 |                                               | Maria Augusta di Thurn und Taxis              | Anselmo Francesco di Thurn und Taxis        |  |  |       |  |  |                                   |  |  |                                         |  |
|                                                 |                                               | Maria Augusta di Thurn und Taxis              | Maria Ludovika di Lobkowicz                 |  |  |       |  |  |                                   |  |  |                                         |  |
| Alessandro Federico di Württemberg              |                                               | Maria Augusta di Thurn und Taxis              |                                             |  |  |       |  |  |                                   |  |  |                                         |  |
|                                                 |                                               | Federico Guglielmo di Brandeburgo-Schwedt     | Filippo Guglielmo di Brandeburgo-Schwedt    |  |  |       |  |  |                                   |  |  |                                         |  |
|                                                 |                                               | Federico Guglielmo di Brandeburgo-Schwedt     | Filippo Guglielmo di Brandeburgo-Schwedt    |  |  |       |  |  |                                   |  |  |                                         |  |
|                                                 |                                               | Federico Guglielmo di Brandeburgo-Schwedt     | Giovanna Carlotta di Anhalt-Dessau          |  |  |       |  |  |                                   |  |  |                                         |  |
| Federica Dorotea di Brandeburgo-Schwedt         |                                               | Federico Guglielmo di Brandeburgo-Schwedt     |                                             |  |  |       |  |  |                                   |  |  |                                         |  |
|                                                 |                                               | Sofia Dorotea di Prussia                      | Federico Guglielmo I di Prussia             |  |  |       |  |  |                                   |  |  |                                         |  |
|                                                 |                                               | Sofia Dorotea di Prussia                      | Federico Guglielmo I di Prussia             |  |  |       |  |  |                                   |  |  |                                         |  |
|                                                 |                                               | Sofia Dorotea di Prussia                      | Sofia Dorotea di Hannover                   |  |  |       |  |  |                                   |  |  |                                         |  |
| Maria di Württemberg                            |                                               | Sofia Dorotea di Prussia                      |                                             |  |  |       |  |  |                                   |  |  |                                         |  |
|                                                 | Ernesto Federico di Sassonia-Coburgo-Saalfeld | Francesco Giosea di Sassonia-Coburgo-Saalfeld |                                             |  |  |       |  |  |                                   |  |  |                                         |  |
|                                                 | Ernesto Federico di Sassonia-Coburgo-Saalfeld | Francesco Giosea di Sassonia-Coburgo-Saalfeld |                                             |  |  |       |  |  |                                   |  |  |                                         |  |
|                                                 | Ernesto Federico di Sassonia-Coburgo-Saalfeld | Anna Sofia di Schwarzburg-Rudolstadt          |                                             |  |  |       |  |  |                                   |  |  |                                         |  |
| Francesco Federico di Sassonia-Coburgo-Saalfeld | Ernesto Federico di Sassonia-Coburgo-Saalfeld |                                               |                                             |  |  |       |  |  |                                   |  |  |                                         |  |
|                                                 |                                               | Sofia Antonia di Brunswick-Wolfenbüttel       | Ferdinando Alberto II di Brunswick-Lüneburg |  |  |       |  |  |                                   |  |  |                                         |  |
|                                                 |                                               | Sofia Antonia di Brunswick-Wolfenbüttel       | Ferdinando Alberto II di Brunswick-Lüneburg |  |  |       |  |  |                                   |  |  |                                         |  |
|                                                 |                                               | Sofia Antonia di Brunswick-Wolfenbüttel       | Antonietta Amalia di Brunswick-Wolfenbüttel |  |  |       |  |  |                                   |  |  |                                         |  |
| Antonietta di Sassonia-Coburgo-Saalfeld         |                                               | Sofia Antonia di Brunswick-Wolfenbüttel       |                                             |  |  |       |  |  |                                   |  |  |                                         |  |
|                                                 |                                               | Enrico XXIV di Reuss-Ebersdorf                | Enrico XXIII di Reuss-Ebersdorf             |  |  |       |  |  |                                   |  |  |                                         |  |
|                                                 |                                               | Enrico XXIV di Reuss-Ebersdorf                | Enrico XXIII di Reuss-Ebersdorf             |  |  |       |  |  |                                   |  |  |                                         |  |
|                                                 |                                               | Enrico XXIV di Reuss-Ebersdorf                | Sofia Teodora di Castell-Remlingen          |  |  |       |  |  |                                   |  |  |                                         |  |
| Augusta di Reuss-Ebersdorf                      |                                               | Enrico XXIV di Reuss-Ebersdorf                |                                             |  |  |       |  |  |                                   |  |  |                                         |  |
|                                                 |                                               | Carolina Ernestina di Erbach-Schönberg        | Giorgio Augusto di Erbach-Schönberg         |  |  |       |  |  |                                   |  |  |                                         |  |
|                                                 |                                               | Carolina Ernestina di Erbach-Schönberg        | Giorgio Augusto di Erbach-Schönberg         |  |  |       |  |  |                                   |  |  |                                         |  |
|                                                 |                                               | Carolina Ernestina di Erbach-Schönberg        | Ferdinanda Enrichetta di Stolberg-Gedern    |  |  |       |  |  |                                   |  |  |                                         |  |
|                                                 |                                               | Carolina Ernestina di Erbach-Schönberg        |                                             |  |  |       |  |  |                                   |  |  |                                         |  |